# Marco Schank
Marco Schank (ur. 10 października 1954 w Ettelbrucku) – luksemburski polityk i samorządowiec, deputowany, w latach 2009–2013 minister.

## Życiorys
Ukończył w 1974 liceum klasyczne w Diekirch. W 1982 wybrany do rady miejskiej Heiderscheid. 1 stycznia 1994 został burmistrzem tej miejscowości, funkcję tę pełnił do 2009. W 2000 został prezesem krajowego biura turystyki.
Zaangażował się w działalność polityczną w ramach Chrześcijańsko-Społecznej Partii Ludowej.
W latach 2006–2009 pełnił funkcję sekretarza generalnego swojego ugrupowania. W 1999 został po raz pierwszy wybrany na posła do Izby Deputowanych. Z powodzeniem ubiegał się o reelekcję w wyborach w 2004, 2009, 2013 i 2018.
23 lipca 2009 objął stanowisko ministra mieszkalnictwa w czwartym rządzie Jeana-Claude'a Junckera, został także ministrem delegowanym do spraw zrównoważonego rozwoju i infrastruktury. Zakończył urzędowanie 4 grudnia 2013.